# Cathédrale Saint-André de Dundee
Cette  cathédrale n’est pas la seule cathédrale Saint-André.
La cathédrale Saint-André (en anglais : St Andrew's Cathedral) est une cathédrale catholique située dans le West End de la ville de Dundee, en Écosse. La cathédrale est le siège de l'évêque de Dunkeld et une partie du diocèse de Dunkeld dans la province de St Andrews et d'Édimbourg.
La cathédrale, dont la façade est de style gothique victorien, a été construite par l'architecte George Mathewson et a été ouverte sur le 7 août 1836. Le maître-autel et les stalles des chanoines ont été ajoutés plus tard. Cette partie est nettement plus élevée que le reste de l'église. La cathédrale est également inhabituelle en ce sens que le sol de l'entrée possède une déclivité.